# 芒特霍利 (北卡羅萊納州)
芒特霍利（英語：Mount Holly）是一個位於美國北卡羅萊納州加斯頓縣的城市。

## 人口
根據2020年美國人口普查的數據，芒特霍利的面積為29.26平方千米，當中陸地面積為29.05平方千米，而水域面積為0.21平方千米。當地共有人口17703人，而人口密度為每平方千米605人。